# Gran Premi de Turquia del 2021
El Gran Premi de Turquia de Fórmula 1, setzena cursa de la temporada 2021, és disputa al circuit d'Istanbul, a Istanbul, entre els dies 08 a 10 d'octubre de 2021.

## Qualificació
La qualificació es va celebrar el dia 09 d'octubre.
| Pos                 | No | Pilot              | Constructor           | Part 1   | Part 2   | Part 3   | Sortida |
| ------------------- | -- | ------------------ | --------------------- | -------- | -------- | -------- | ------- |
| 1                   | 44 | Lewis Hamilton     | Mercedes              | 1:24.585 | 1:23.082 | 1:22.868 | 111     |
| 2                   | 77 | Valtteri Bottas    | Mercedes              | 1:25.047 | 1:23.579 | 1:22.998 | 1       |
| 3                   | 33 | Max Verstappen     | Red Bull-Honda        | 1:24.592 | 1:23.732 | 1:23.196 | 2       |
| 4                   | 16 | Charles Leclerc    | Ferrari               | 1:24.869 | 1:24.015 | 1:23.265 | 3       |
| 5                   | 10 | Pierre Gasly       | AlphaTauri-Honda      | 1:24.704 | 1:23.817 | 1:23.326 | 4       |
| 6                   | 14 | Fernando Alonso    | Alpine-Renault        | 1:25.174 | 1:23.914 | 1:23.477 | 5       |
| 7                   | 11 | Sergio Pérez       | Red Bull-Honda        | 1:24.963 | 1:23.961 | 1:23.706 | 6       |
| 8                   | 4  | Lando Norris       | McLaren-Mercedes      | 1:25.138 | 1:24.642 | 1:23.954 | 7       |
| 9                   | 18 | Lance Stroll       | Aston Martin-Mercedes | 1:25.511 | 1:24.601 | 1:24.305 | 8       |
| 10                  | 22 | Yuki Tsunoda       | AlphaTauri-Honda      | 1:25.409 | 1:24.054 | 1:24.368 | 9       |
| 11                  | 5  | Sebastian Vettel   | Aston Martin-Mercedes | 1:25.787 | 1:24.795 |          | 10      |
| 12                  | 31 | Esteban Ocon       | Alpine-Renault        | 1:25.422 | 1:24.842 |          | 12      |
| 13                  | 63 | George Russell     | Williams-Mercedes     | 1:25.417 | 1:25.007 |          | 13      |
| 14                  | 47 | Mick Schumacher    | Haas-Ferrari          | 1:25.555 | 1:25.200 |          | 14      |
| 15                  | 55 | Carlos Sainz Jr.   | Ferrari               | 1:25.177 | S/Temps  |          | 192     |
| 16                  | 3  | Daniel Ricciardo   | McLaren-Mercedes      | 1:25.881 |          |          | 203     |
| 17                  | 6  | Nicholas Latifi    | Williams-Mercedes     | 1:26.086 |          |          | 15      |
| 18                  | 99 | Antonio Giovinazzi | Alfa Romeo-Ferrari    | 1:26.430 |          |          | 16      |
| 19                  | 7  | Kimi Räikkönen     | Alfa Romeo-Ferrari    | 1:27.525 |          |          | 17      |
| 20                  | 9  | Nikita Mazepin     | Haas-Ferrari          | 1:28.449 |          |          | 18      |
| 107% Temps:1:30.505 |    |                    |                       |          |          |          |         |
| Font:               |    |                    |                       |          |          |          |         |

Notes
- ^1  – Lewis Hamilton va fer la pole position, més fou penalitzat amb 10 posicions per canviar la combustió interna del motor, per tant, Valtteri Bottas pren la pole position.[4]
- ^2  – Carlos Sainz va llargar al final de la graella degut a canviar els elements de la unitat de potència del motor.
- ^3  – Daniel Ricciardo va llargar al final de la graella degut a canviar els elements de la unitat de potència del motor.

## Resultats de la cursa
La cursa es va celebrar el dia 10 d'octubre.
| Pos                                                                | No | Pilot              | Constructor           | Voltes | Temps / Retirada | Pos.Sortida | Punts |
| ------------------------------------------------------------------ | -- | ------------------ | --------------------- | ------ | ---------------- | ----------- | ----- |
| 1                                                                  | 77 | Valtteri Bottas    | Mercedes              | 58     | 1:31:04.103      | 1           | 261   |
| 2                                                                  | 33 | Max Verstappen     | Red Bull-Honda        | 58     | +14.584          | 2           | 18    |
| 3                                                                  | 11 | Sergio Pérez       | Red Bull-Honda        | 58     | +33.741          | 6           | 15    |
| 4                                                                  | 16 | Charles Leclerc    | Ferrari               | 58     | +37.814          | 3           | 12    |
| 5                                                                  | 44 | Lewis Hamilton     | Mercedes              | 58     | +41.812          | 11          | 10    |
| 6                                                                  | 10 | Pierre Gasly       | AlphaTauri-Honda      | 58     | +44.292          | 4           | 8     |
| 7                                                                  | 4  | Lando Norris       | McLaren-Mercedes      | 58     | +47.213          | 7           | 6     |
| 8                                                                  | 55 | Carlos Sainz Jr.   | Ferrari               | 58     | +51.526          | 19          | 4     |
| 9                                                                  | 18 | Lance Stroll       | Aston Martin-Mercedes | 58     | +1:22.018        | 8           | 2     |
| 10                                                                 | 31 | Esteban Ocon       | Alpine-Renault        | 57     | +1 volta         | 12          | 1     |
| 11                                                                 | 99 | Antonio Giovinazzi | Alfa Romeo-Ferrari    | 57     | +1 volta         | 16          |       |
| 12                                                                 | 7  | Kimi Raikkonen     | Alfa Romeo-Ferrari    | 57     | +1 volta         | 17          |       |
| 13                                                                 | 3  | Daniel Ricciardo   | McLaren-Mercedes      | 57     | +1 volta         | 20          |       |
| 14                                                                 | 22 | Yuki Tsunoda       | AlphaTauri-Honda      | 57     | +1 volta         | 9           |       |
| 15                                                                 | 63 | George Russell     | Williams-Mercedes     | 57     | +1 volta         | 13          |       |
| 16                                                                 | 14 | Fernando Alonso    | Alpine-Renault        | 57     | +1 volta         | 5           |       |
| 17                                                                 | 6  | Nicholas Latifi    | Williams-Mercedes     | 57     | +1 volta         | 15          |       |
| 18                                                                 | 5  | Sebastian Vettel   | Aston Martin-Mercedes | 57     | +1 volta         | 10          |       |
| 19                                                                 | 47 | Mick Schumacher    | Haas-Ferrari          | 56     | +2 voltes        | 14          |       |
| 20                                                                 | 9  | Nikita Mazepin     | Haas-Ferrari          | 56     | +2 voltes        | 18          |       |
| Volta ràpida: Valtteri Bottas (Mercedes) – 1:30.432 (en el lap 58) |    |                    |                       |        |                  |             |       |
| Font:                                                              |    |                    |                       |        |                  |             |       |

Notes
- ^1  – Inclòs 1 punt extra per la volta ràpida.

## Classificació després de la cursa
| Pos. | Pilot           | Punts | Canvis |
| ---- | --------------- | ----- | ------ |
| 1    | Max Verstappen  | 262.5 | 1      |
| 2    | Lewis Hamilton  | 256.5 | 1      |
| 3    | Valtteri Bottas | 177   | =      |
| 4    | Lando Norris    | 145   | =      |
| 5    | Sergio Pérez    | 135   | =      |

| Pos. | Constructor      | Punts | Canvis |
| ---- | ---------------- | ----- | ------ |
| 1    | Mercedes         | 433.5 | =      |
| 2    | Red Bull-Honda   | 397.5 | =      |
| 3    | McLaren-Mercedes | 240   | =      |
| 4    | Ferrari          | 232.5 | =      |
| 5    | Alpine-Renault   | 104   | =      |